# Goro Miyazaki

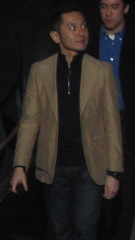
Gorō Miyazaki

Gorō Miyazaki (宮崎吾朗, Miyazaki Gorō) (Tokio, 21 januari 1967) is een Japans animefilmregisseur, en de zoon van Hayao Miyazaki. Gorō Miyazaki volgde aanvankelijk niet het carrièrepad van zijn vader – eerder was hij landschapsarchitect en directeur van het Ghibli Museum – maar nadat producer Toshio Suzuki van Studio Ghibli (de studio van zijn vader), hem overhaalde heeft hij toch de film Tales from Earthsea (ゲド戦記 Gedo Senki) geregisseerd. De film ontving gemengde reacties, maar werd in 2007 wel genomineerd voor een Japan Academy Prize in de categorie beste animatiefilm.

## Filmografie
- 2006: Tales from Earthsea (regie en scenario)
- 2011: From Up on Poppy Hill (regie)
- 2014: Ronja de roversdochter (regie)
- 2020: Aya and the Witch (regie)
- 2023: The Boy and the Heron (uitvoerend producent)